# Глаголев, Николай Иванович
Николай Иванович Глаголев (14 марта 1910 — 01 декабря 1996) — советский учёный-механик.

## Биография
Заведующий кафедрой теоретической механики МАМИ (1962).
Один из создателей нового научного направления — трение качения, тяга и износ перекатываемых тел.
Вошёл в Первоначальный состав Национального комитета СССР по теоретической и прикладной механике (1956)
Похоронен на Ваганьковском кладбище, уч. 50.1.

## Награды
- Заслуженный деятель науки и техники РСФСР
- Орден «Знак Почёта»